# Always (chanson de Bon Jovi)
Pour les articles homonymes, voir Always.
Singles de Bon Jovi
Dry County
(1994) Someday I'll Be Saturday Night
(1995)
Clip vidéo
Always
Always (autre version)
sur YouTube
Always est une chanson du groupe de rock américain Bon Jovi, l'une des nouvelles chansons incluses dans le premier album de leurs plus grands succès, Cross Road, paru le 11 octobre 1994.
Le 20 septembre 1994, exactement trois semaines avant la sortie de l'album, la chanson a été publiée en single. C'était le premier single tiré de cet album.
La chanson a atteint la 4e place aux États-Unis (dans le Hot 100 du magazine américain Billboard).
Au Royaume-Uni, le single avec cette chanson a atteint la 2e place au classement national.

## Classements hebdomadaires
| Classement (1994-1995)                     | Meilleure position |
| ------------------------------------------ | ------------------ |
| Allemagne (GfK Entertainment)              | 4                  |
| Australie (ARIA)                           | 2                  |
| Autriche (Ö3 Austria Top 40)               | 3                  |
| Belgique (Flandre Ultratop 50 Singles)     | 1                  |
| Belgique (Wallonie Ultratop 50 Singles)    | 22                 |
| Canada (RPM Top Singles)                   | 1                  |
| États-Unis (Billboard Hot 100)             | 4                  |
| États-Unis (Hot Adult Contemporary Tracks) | 4                  |
| États-Unis (Top 40 Mainstream)             | 2                  |
| France (SNEP)                              | 2                  |
| Irlande (IRMA)                             | 1                  |
| Norvège (VG-lista)                         | 2                  |
| Nouvelle-Zélande (RMNZ)                    | 4                  |
| Pays-Bas (Nederlandse Top 40)              | 2                  |
| Pays-Bas (Single Top 100)                  | 2                  |
| Royaume-Uni (UK Singles Chart)             | 2                  |
| Royaume-Uni (UK Rock Chart)                | 1                  |
| Suède (Sverigetopplistan)                  | 2                  |
| Suisse (Schweizer Hitparade)               | 1                  |